# Rosentretergambiet
Het Rosentretergambiet is de naam van een tweetal verschillende gambieten in het schaken. Adolf Rosentreter, die de gambieten bestudeerde, was een Duitse schaker die leefde van 1844 tot 1920.

## Het Rosentretergambiet in de Italiaanse opening
Het Rosentretergambiet is een variant in de Italiaanse opening en het is ingedeeld bij de open spelen.
De zetten zijn 1.e4 e5 2.Pf3 Pc6 3.Lc4 Lc5 4.d4.
De opening valt onder ECO-code C50, Italiaanse opening.

## Het Rosentretergambiet in het aangenomen koningsgambiet
In het aangenomen koningsgambiet is ook een Rosentretergambiet te vinden, ook ingedeeld bij de open spelen.
De zetten zijn: 1.e4 e5 2.f4 ef 3.Pf3 g5 4.d4.
Het gambiet valt onder ECO-code C37.
De Deen Søren Anton Sørensen heeft later dit gambiet nog verder geanalyseerd met de zetten 4...g4 5.Pe5.